# Hello,world!/Colony
《Hello,world!/Colony》（Hello,world!/コロニー）為日本樂隊BUMP OF CHICKEN的第24張單曲，於2015年4月22日透過TOY'S FACTORY發行。

## 概要
與《Parade》相隔5個月以來的新單曲，實體單曲則為自《firefly》2年7個月以來的通算第5張雙A面單曲。
以「初回限定盤」、「期間限定盤」與「通常盤」三版本發行。其中初回限定盤把曲順調動為《Colony/Hello,world!》，並附送收錄《Colony》Studio Live片段的DVD，而期間限定盤則附送收錄《Hello,world!》Studio Live片段的DVD。期間限定盤僅於2015年4月至6月期間發行，且為樂隊首張以Digipak形式包裝的CD作品，並附送電視動畫《血界戰線》的16頁插圖小冊子。初回限定盤、期間限定盤與初回生產的通常盤皆附送本作發行紀念演唱會的購買抽選券。
作品三版本皆收錄隱藏曲目，其中通常盤CD收錄以樂隊名義創作的隱藏曲目《Aumale》（オマール），而其餘兩版本的DVD則收錄不同的隱藏短片，CD並未收錄任何隱藏曲目為自《Smile》的第二次。
《Hello,world!》為作為電視動畫《血界戰線》片頭曲而寫的歌曲，電視使用片段版本於動畫啟播當天提供下載發行，完整版則於4月29日提供下載發行。歌曲量度音樂速度達到211，為樂隊單曲作品之中最快。
《Colony》為作為電影《寄生獸 完結編》主題曲而寫的歌曲，是一首主要以鋼琴伴奏的抒情歌曲。其中部分歌詞靈感來自藤原於2014年3月因氣胸入院的經驗。

## 商業成績
發行首日以78,558張的銷量登上Oricon日榜第2位，並於翌日逆轉升上第1位，兩天合共銷量突破10萬張。其後以150,417張的首週銷量登上Oricon週榜第2位，比上一張實體單曲《firefly》約7.9萬張的首週銷量大幅上升約7.1萬張，並成為樂隊連續第22張打進週榜前5位的單曲。累積銷量約20.9萬張，成為樂隊自《零》約3年半以來銷量再次突破20萬的單曲。
在Sound Scan Japan榜，作品發行首週登上榜單冠軍。在日本告示牌，作品首週登上Hot 100・Hot Singles Sales・Hot Animation三榜冠軍。

## 收錄曲
| CD（通常盤、期間限定盤） | CD（通常盤、期間限定盤） | CD（通常盤、期間限定盤） |
| 曲序                     | 曲目                     | 时长                     |
| ------------------------ | ------------------------ | ------------------------ |
| 1.                       | Hello,world!             | 4:15                     |
| 2.                       | Colony（コロニー）       | 5:16                     |
| 总时长：                 | 总时长：                 | 9:31                     |

| CD（初回限定盤） | CD（初回限定盤） | CD（初回限定盤） |
| 曲序             | 曲目             | 时长             |
| ---------------- | ---------------- | ---------------- |
| 1.               | Colony           | 5:16             |
| 2.               | Hello,world!     | 4:15             |
| 总时长：         | 总时长：         | 9:31             |

| DVD（初回限定盤附送） | DVD（初回限定盤附送） |
| 曲序                  | 曲目                  |
| --------------------- | --------------------- |
| 1.                    | Colony（Studio Live） |

| DVD（期間限定盤附送） | DVD（期間限定盤附送）       |
| 曲序                  | 曲目                        |
| --------------------- | --------------------------- |
| 1.                    | Hello,world!（Studio Live） |

## 資料來源
1. 1 2  . Oricon. 2015-04-22  [2018-03-17]. （原始内容存档于2018-03-17） （日语）.
2. ↑  . MusicVoice. 2015-04-29  [2018-03-17]. （原始内容存档于2018-03-17） （日语）.
3. ↑  . サウンドスキャン. 2015-04-29  [2018-03-17]. （原始内容存档于2018-03-18） （日语）.
4. ↑  . Billboard JAPAN. 2015-04-29  [2018-03-17]. （原始内容存档于2016-11-04） （日语）.
5. ↑  . Billboard JAPAN. 2015-04-29  [2018-03-17]. （原始内容存档于2018-03-17） （日语）.

## 外部連結
- 《Hello,world!/Colony》特設網站 - BUMP OF CHICKEN official website
- 《Hello,world!》音樂錄像帶（页面存档备份，存于） - YouTube
- 《Colony》音樂錄像帶（页面存档备份，存于） - YouTube